# Arctia brunnea
Arctia brunnea là một loài bướm đêm thuộc phân họ Arctiinae, họ Erebidae.